# Oaxaca de Juárez
Oaxaca (właśc. Oaxaca de Juárez) – miasto w południowym Meksyku, położone w górach Sierra Madre Południowa, na wysokości około 1500 metrów, przy Drodze Panamerykańskiej. Jego populacja wynosi 270 955 mieszkańców (2010). W mieście rozwinął się przemysł włókienniczy, spożywczy oraz drzewny, Oaxaca jest także ważnym ośrodkiem turystycznym.

## Historia
Kilka lat przed przybyciem Hiszpanów (1486) władca aztecki Ahuitzotl założył w tym miejscu obóz wojskowy o nazwie Huaxyacac. Przebywało w nim na stałe kilka oddziałów. Obóz zdobył Francisco de Orozco na Boże Narodzenie 1521. W kwietniu 1532, jako jedna z pierwszych osad na terenie Nowej Hiszpanii, otrzymała prawa miejskie (z nadania króla Karola V). W pobliżu miasta (we wsi San Pablo Gualateno) urodził się w 1806 Benito Juárez. Od 4 października 1872, po śmierci Juáreza, miasto nosi rozbudowaną nazwę Oaxaca de Juárez. 

## Zabytki
W 1987 roku historyczne centrum miasta zostało wraz ze stanowiskiem archeologicznym w Monte Albán wpisane na listę światowego dziedzictwa UNESCO.
- Katedra (XVIII w.), z fasadą w stylu plateresco. Budowa świątyni rozpoczęła się w 1535 r., jej konsekracja miała miejsce w 1733 r.
- Basílica de Nuestra Señora de la Soledad (Bazylika Matki Bożej Opuszczonych). Sanktuarium patronki miasta z otoczoną czcią figurą Maryi.
- Kościół Santo Domingo, którego wnętrze zdobione dekoracją stiukową należy do najbogatszych w Meksyku. W kompleksie dawnego konwentu dominikanów znajduje się obecnie także Muzeum Kultur (Museo de las Culturas) z przedhiszpańskimi zabytkami oraz ogród etnobotaniczny.
- Teatr Alcalá. Działalność teatru została zainaugurowana w 1909 roku.

## Uroczystości
- druga połowa lipca – festiwal folklorystyczny Guelaguetza. Ma on przybliżać bogatą kulturę z różnych regionów stanu, kładąc szczególny nacisk na taniec, muzykę i stroje ludowe.
- koniec października–2 listopada – obchody Dnia Zmarłych. Na ulicach odbywają się huczne przebierane parady zwane comparsas.
- 23 grudnia – Noc Rzodkiewek (Noche de Rábanos). Konkurs na najpiękniejsze rzeźby wykonane z rzodkiewek.

## Kuchnia
Kuchnia z Oaxaki i jej okolic uznawana jest za jedną z najlepszych w kraju. Do najbardziej charakterystycznych potraw należą: mezcal, czekolada, tamales oaxaqueños, prażone koniki polne, mole (czekoladowy sos, podawany zazwyczaj z drobiem) czy tlayuda (placek kukurydziany wielkości pizzy przygotowywany na piecu opalanym drewnem).

## Galeria zdjęć
Oaxaca

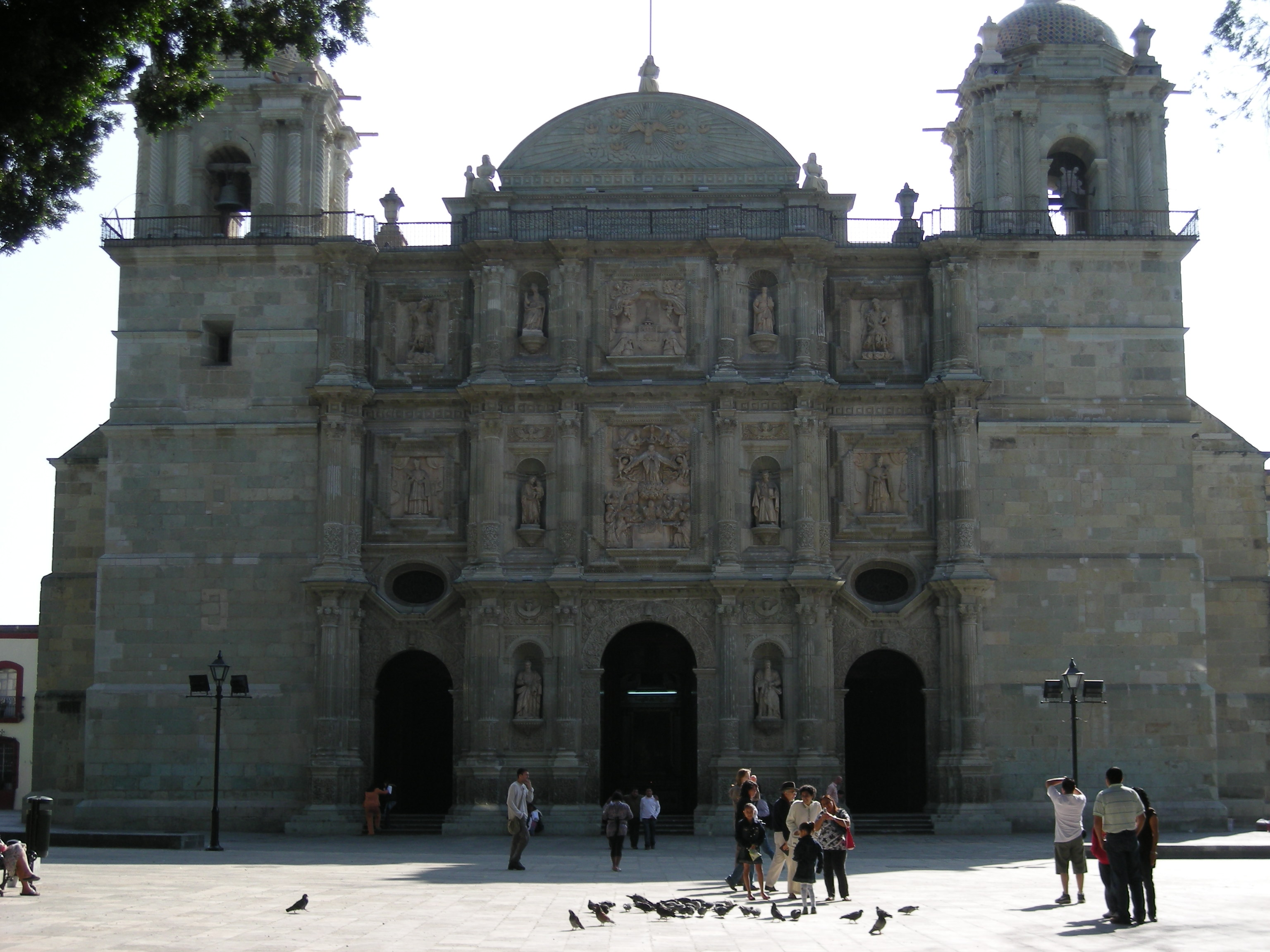
Katedra
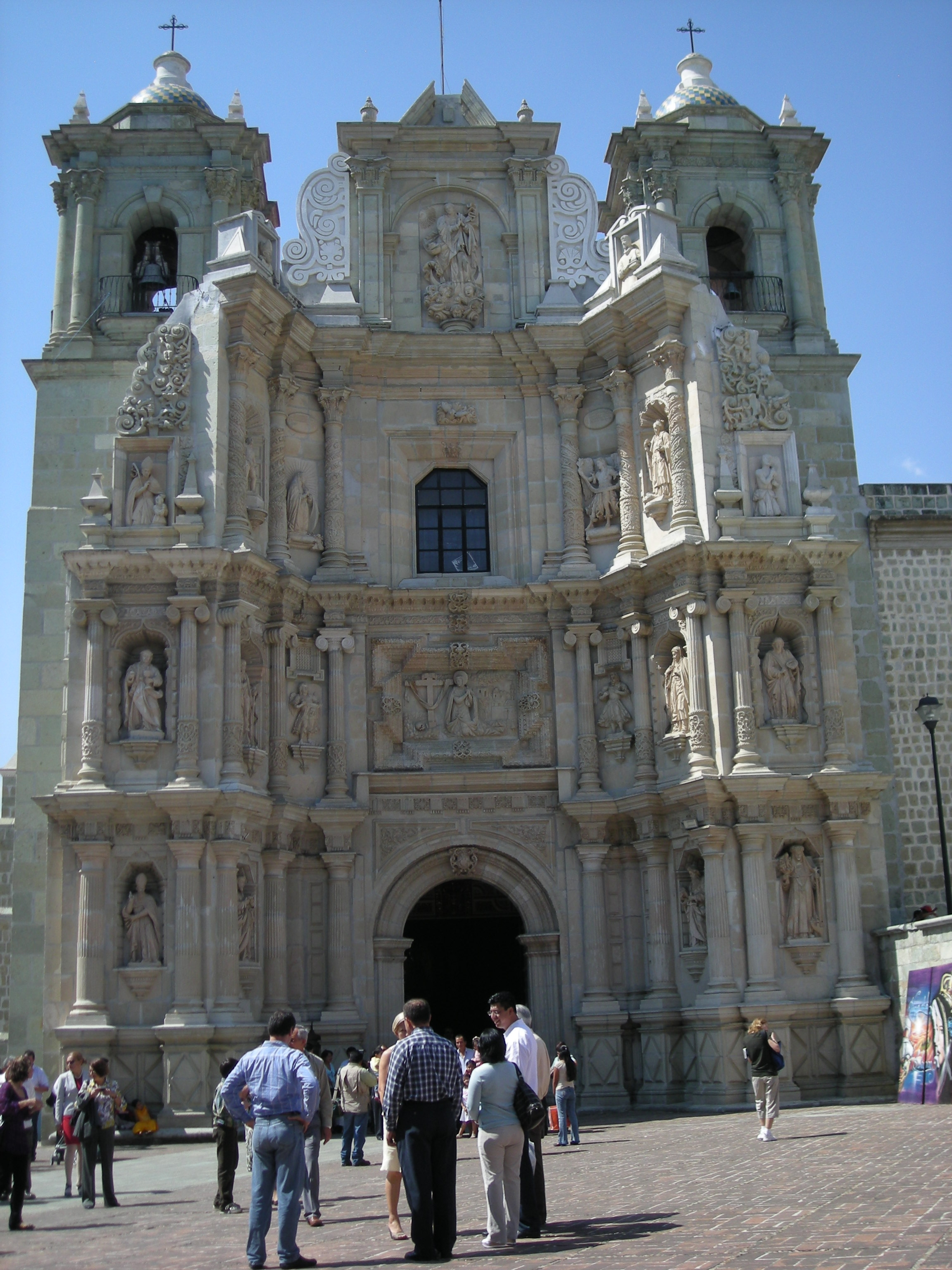
Basílica de Nuestra Señora de la Soledad
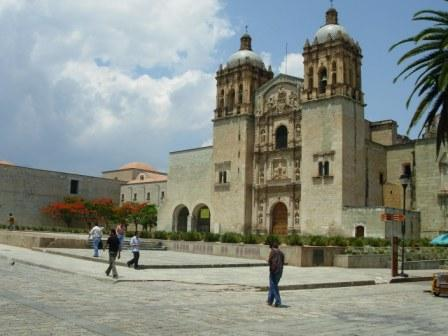
Kościół Santo Domingo
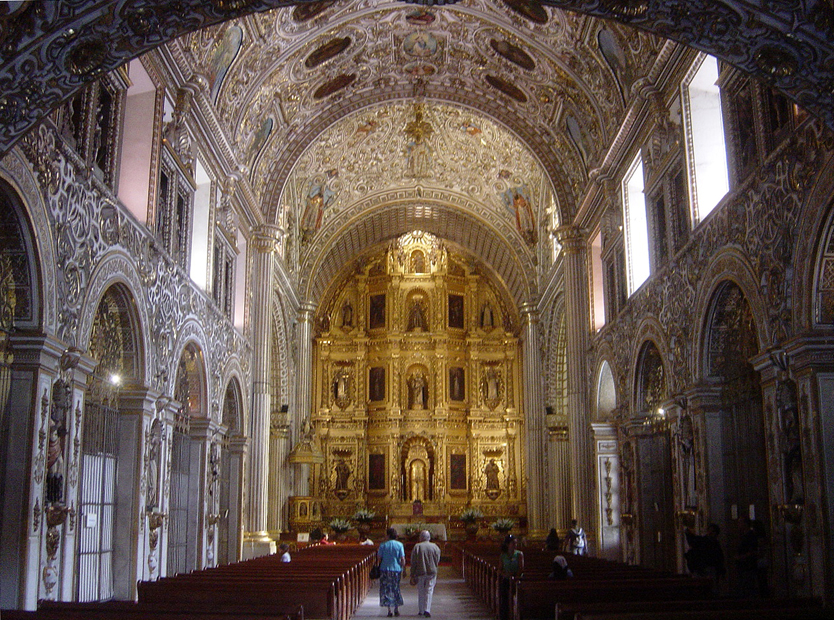
Kościół Santo Domingo, wnętrze

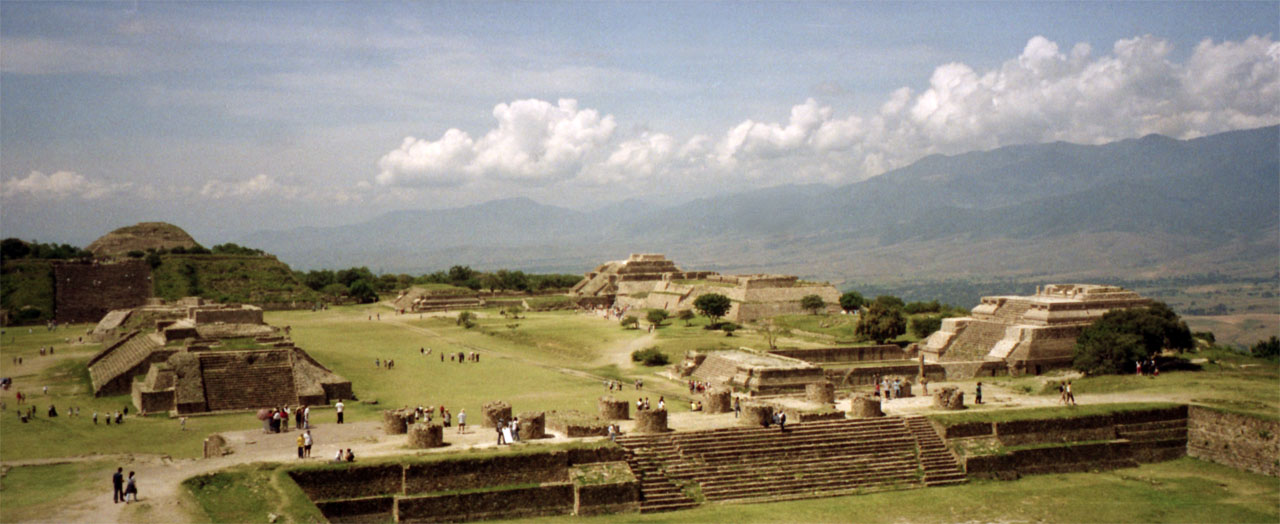
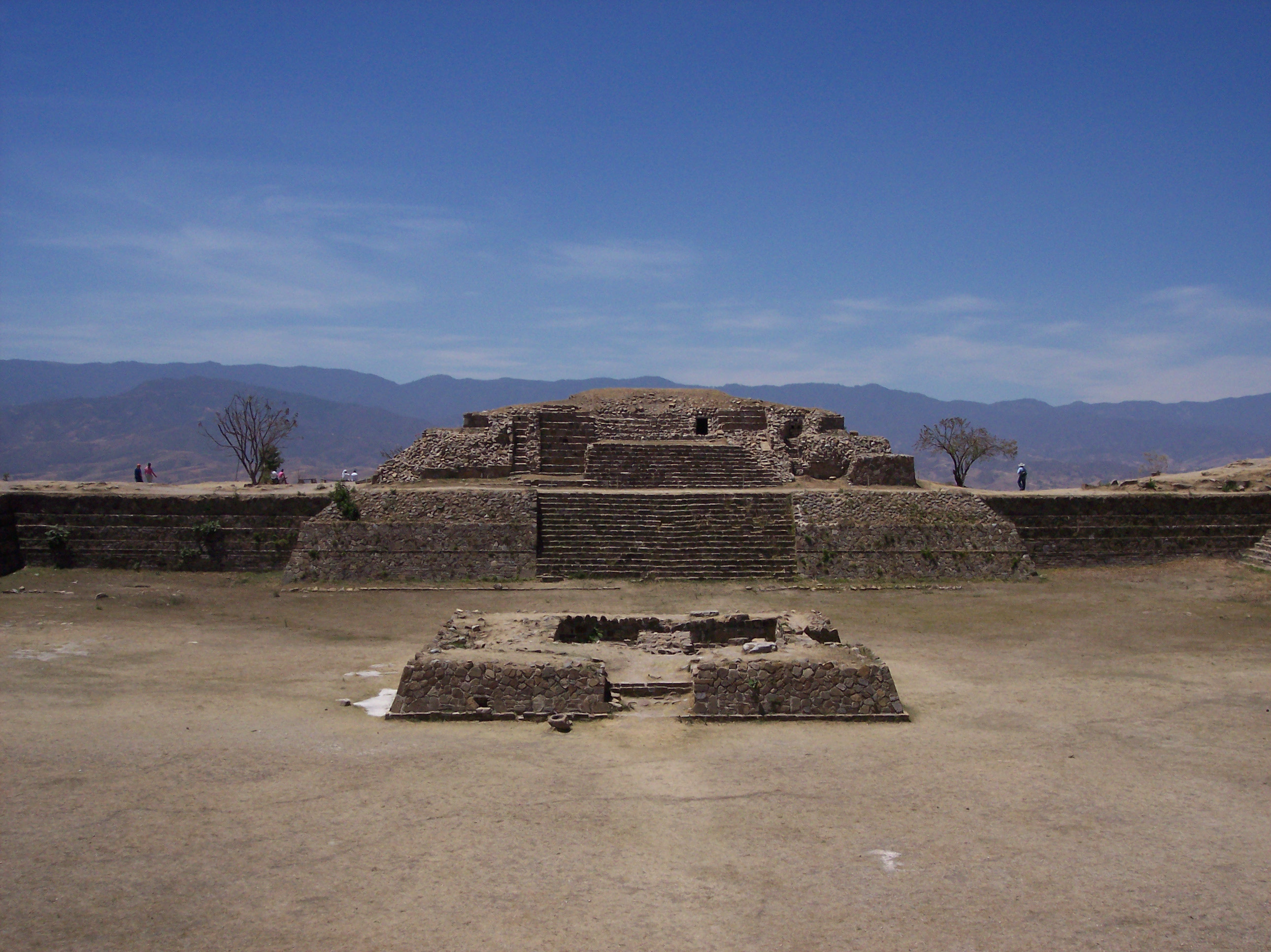
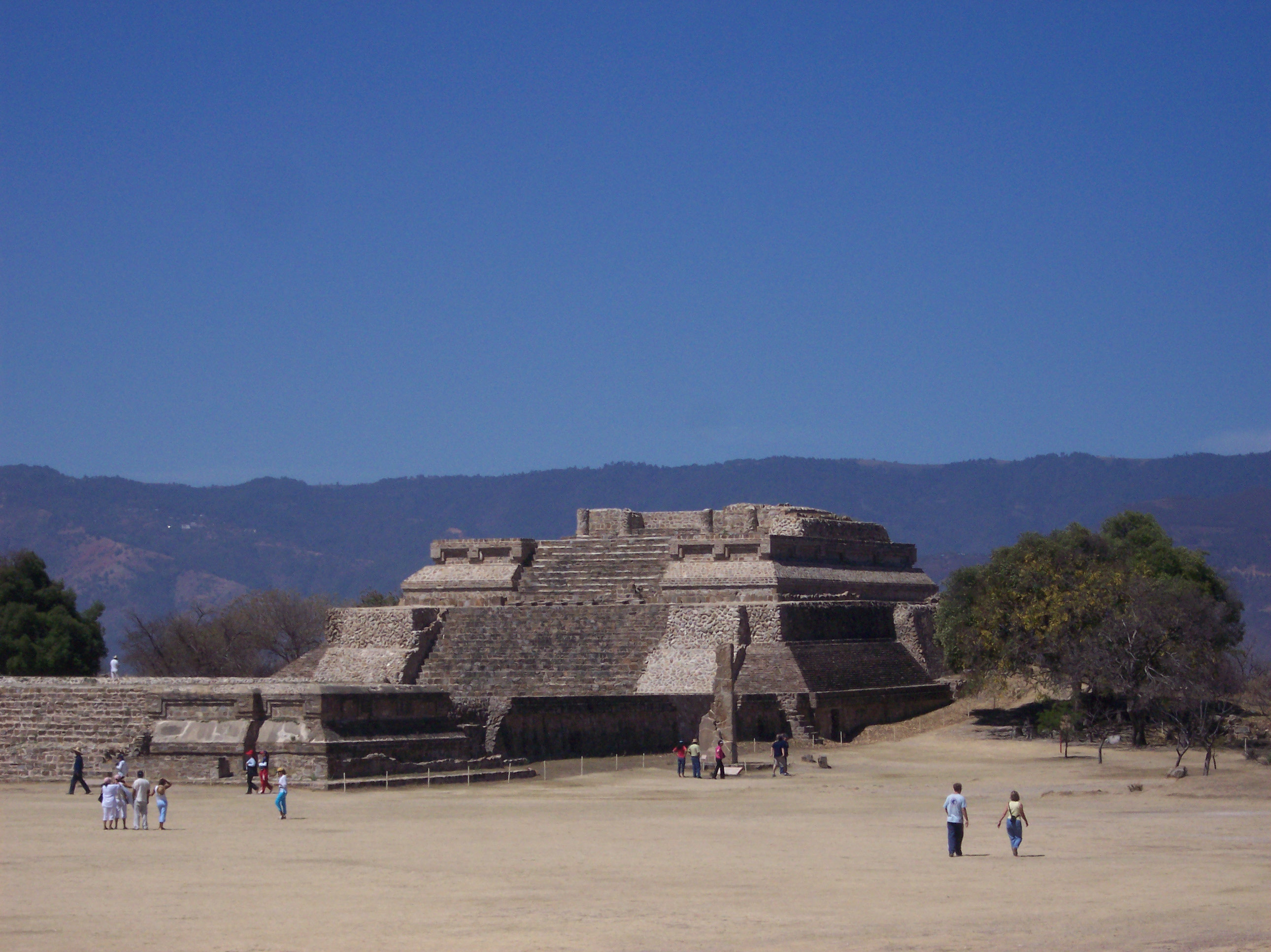

Monte Albán

## Miasta partnerskie
- Antequera, Hiszpania
- Cancún, Meksyk
- Luanda, Angola
- Palo Alto, Stany Zjednoczone
- Tlaquepaque, Meksyk
- Celaya, Meksyk